# Campeonato de Fórmula Truck de 2016

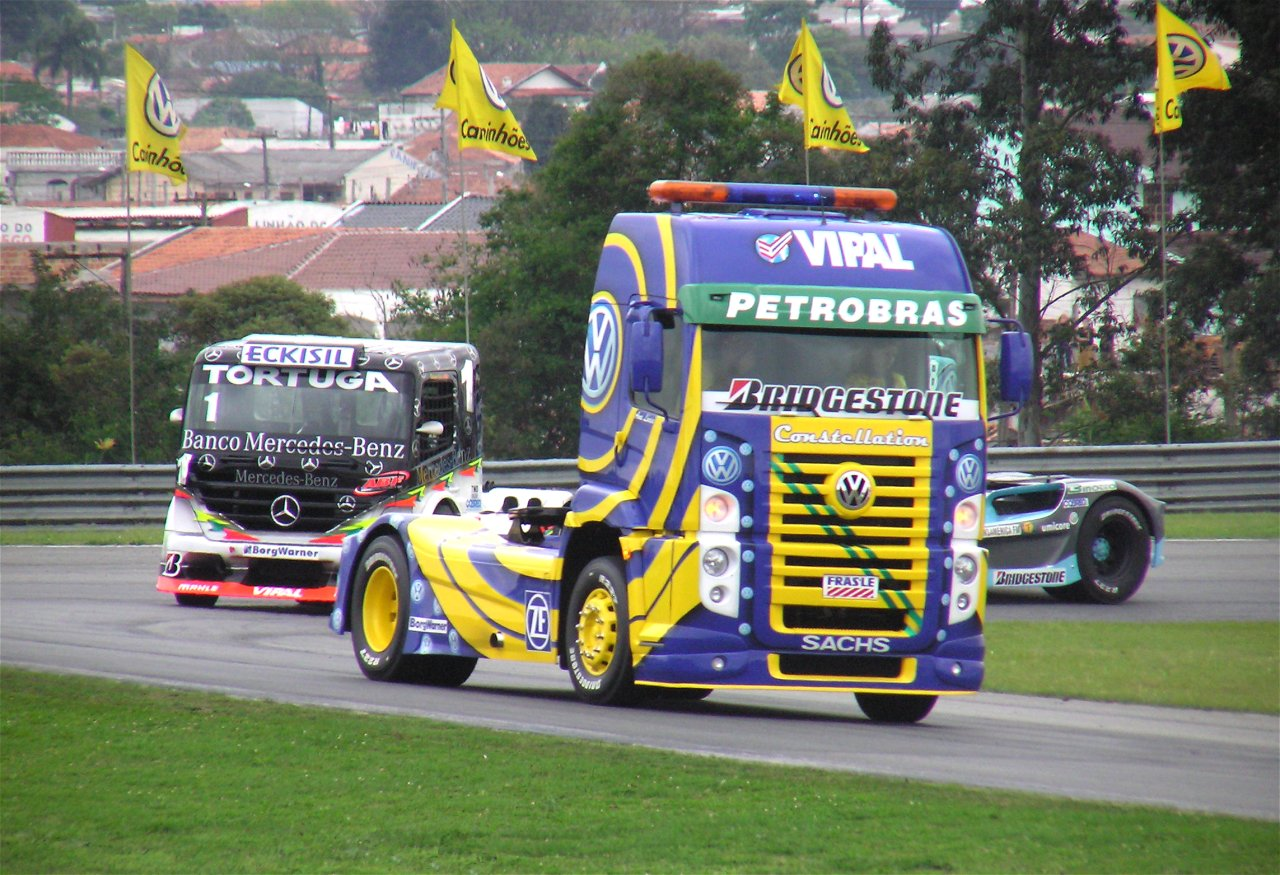
Pace Truck é o caminhão de segurança da categoria

O Campeonato de Fórmula Truck de 2016 é a 21ª temporada de Fórmula Truck. A temporada começou em 13 de março em Santa Cruz do Sul, Rio Grande do Sul e tem previsão para o término no dia 4 de dezembro na cidade de Curvelo, Minas Gerais.
A prova de Curvelo, Minas Gerais a princípio fecharia a temporada porém uma vistoria no autódromo inviabilizou a realização da prova e transferiram para Londrina,Paraná.Até a penúltima etapa as provas foram realizadas no domingo,mas pela primeira vez em 21 anos,a última prova será em um sábado,agendada para 10 de dezembro, em comemoração do aniversário de Londrina.
O atual campeão que sustenta o título é o piloto paranaense Leandro Totti.

## Formato
A competição teve dez etapas. Com 25 pilotos e 6 marcas de caminhões diferentes: Scania, Volvo, Mercedes-Benz, Man Latin America e Iveco. Ainda possui um campeonato sul-americano..

## Mídia
Neste ano a categoria segue com o contrato de televisionamento com a Rede Bandeirantes, com transmissões sempre aos Domingos, com a narração de Téo José com comentário de Eduardo Homem de Mello e reportagem de Luiz Silvério.

## Times e Pilotos
Todos os pilotos são brasileiros.
| Caminhão       | Time                    | No. | Piloto             | Rodadas |
| -------------- | ----------------------- | --- | ------------------ | ------- |
| Volvo          | Clay Truck Racing       | 1   | Leandro Totti      | 1-4     |
| Volvo          | ABF Volvo               | 81  | Ricardo Sargo      | 1-3     |
| Volvo          | Boessio Competições     | 83  | Régis Boessio      | 1-4     |
| Volvo          | ABF Azulim Indy Truck   | 333 | Alex Fabiano       | 1-4     |
| Ford           | DF Motorsport           | 3   | Geraldo Piquet     | 2-4     |
| Ford           | DF Motorsport           | 2   | Valmir Benavides   | 2-4     |
| Ford           | Fábio Fogaça Motorsport | 44  | Joel Mendes Júnior | 1-4     |
| Volkswagen MAN | RM Competições          | 4   | Felipe Giaffone    | 1-4     |
| Volkswagen MAN | RM Competições          | 7   | Débora Rodrigues   | 1-4     |
| Volkswagen MAN | RM Competições          | 8   | Adalberto Jardim   | 1-4     |
| Volkswagen MAN | RM Competições          | 77  | André Marques      | 1-4     |
| MAN            | RM Competições          | 35  | David Muffato      | 1-4     |
| Scania         | Corinthians Motorsport  | 15  | Roberval Andrade   | 1-3     |
| Scania         | Muffatão Racing         | 20  | Pedro Muffato      | 2-3     |
| Mercedes-Benz  | ABF Racing Team         | 21  | Raijan Mascarello  | 1-4     |
| Mercedes-Benz  | ABF Racing Team         | 30  | Rogério Castro     | 4       |
| Mercedes-Benz  | ABF Racing Team         | 33  | Gustavo Magnabosco | 1-3     |
| Mercedes-Benz  | ABF Mercedes-Benz       | 55  | Paulo Salustiano   | 1-4     |
| Mercedes-Benz  | ABF Mercedes-Benz       | 60  | Wellington Cirino  | 1-4     |
| Mercedes-Benz  | Copacol Truck Racing    | 80  | Diogo Pachenki     | 1-4     |
| Iveco          | Lucar Motorsports       | 88  | Beto Monteiro      | 1-4     |
| Iveco          | Lucar Motorsports       | 99  | Luiz Lopes         | 1-4     |
| Iveco          | Dakarmotors             | 10  | Jansen Bueno       | 2       |
| Iveco          | Dakarmotors             | 15  | Roberval Andrade   | 4       |
| Iveco          | Dakarmotors             | 25  | Jaidson Zini       | 3       |
| Iveco          | Dakarmotors             | 57  | Felipe Tozzo       | 1       |

## Calendário e resultados
No dia da última corrida de 2015, o calendário de 2016 foi anunciado, mas ainda desconhecido com corridas que valiam  para o Campeonato Brasileiro e outras que contavam também para o Campeonato Sul-Americano.
| Etapa | Circuito                                      | Época          | Pole Position    | Volta rápida                       | Vencedor(es)                     | Equipe                            |
| ----- | --------------------------------------------- | -------------- | ---------------- | ---------------------------------- | -------------------------------- | --------------------------------- |
| 1     | Autódromo Internacional de Santa Cruz do Sul  | 13 de Março    | Felipe Giaffone  | Felipe Giaffone                    | Felipe Giaffone                  | MAN Latin America                 |
| 2     | Autódromo Internacional de Curitiba           | 10 de Abril    | Felipe Giaffone  | Felipe Giaffone                    | Felipe Giaffone                  | MAN Latin America                 |
| 3     | Autódromo Internacional Orlando Moura         | 15 de Maio     | David Muffato    | Felipe Giaffone                    | David Muffato Wellington Cirino  | ABF Mercedes-Benz                 |
| 4     | Autódromo Internacional Ayrton Senna,Goiânia  | 5 de Junho     | Paulo Salustiano | Djalma Fogaça                      | Paulo Salustiano                 | ABF Mercedes-Benz                 |
| 5     | Autódromo Internacional Ayrton Senna,Londrina | 3 de Julho     | Paulo Salustiano | Leandro Totti                      | Paulo Salustiano                 | ABF Mercedes-Benz                 |
| 6     | Autódromo José Carlos Pace                    | 31 de julho    | David Muffato    | Paulo Salustiano                   | Paulo Salustiano                 | ABF Mercedes-Benz                 |
| 7     | Autódromo Internacional de Tarumã             | 4 de Setembro  | Felipe Giaffone  | Paulo Salustiano                   | Diogo Pachenki Felipe Giaffone   | Copacol Truck Racing              |
| 8     | Autódromo Internacional de Cascavel           | 9 de Outubro   | André Marques    | André Marques                      | André Marques                    | RM Competições                    |
| 9     | Autódromo Internacional de Guaporé            | 8 de Novembro  | Felipe Giaffone  | Wellington Cirino                  | Felipe Giaffone                  | MAN Latin America                 |
| 10    | Autódromo Internacional Ayrton Senna,Londrina | 10 de Dezembro | Felipe Giaffone  | Paulo Salustiano Raijan Mascarello | Felipe Giaffone Paulo Salustiano | MAN Latin América ABF Racing Team |

## Classificação do campeonato
- Os pontos foram distribuídos da seguinte forma:

| Pos     | 1  | 2  | 3  | 4  | 5  | 6  | 7  | 8  | 9  | 10 | 11 | 12 | 13 | 14 | 15 | 16 | 17 | 18 | 19 | 20 | PP | VMR |
| ------- | -- | -- | -- | -- | -- | -- | -- | -- | -- | -- | -- | -- | -- | -- | -- | -- | -- | -- | -- | -- | -- | --- |
| Corrida | 25 | 22 | 20 | 18 | 16 | 15 | 14 | 13 | 12 | 11 | 10 | 9  | 8  | 7  | 6  | 5  | 4  | 3  | 2  | 1  | 1  | 1   |

### Classificação de pilotos[3]
| Pos | Piloto             | SCS | SCS | CUR | CUR   | CGR  | CGR | GOI  | GOI  | LON | LON   | INT | INT | TAR | TAR | CAS | CAS | GUA | GUA | LON | LON | Pts |
| --- | ------------------ | --- | --- | --- | ----- | ---- | --- | ---- | ---- | --- | ----- | --- | --- | --- | --- | --- | --- | --- | --- | --- | --- | --- |
| 1   | Felipe Giaffone    | 1   | 1   | 1   | 1     | 2    | 3   | 3    | 1    | 1   | 1     | 2   | 5   | 2   | 2   | 3   | 3   | 1   | 1   | 1   | 2   | 398 |
| 2   | Paulo Salustiano   | 3   | 2   | 17  | 12    | 5    |     | 1    | 1    | 1   | 1     | 1   | 1   | 6   | 3   | 6   | 5   | 3   | 2   | 2   | 1   | 370 |
| 3   | Diogo Pachenki     | 4 5 | 2 1 | 1 3 | 13    | Ret  | Ret | 16   | 1 4  | 3 2 | Ret   | NC  | NC  | 1   | 1   | 2   | 2   | 5   | 5   | 19  |     | 289 |
| 4   | André Marques      | Ret | 18  | Ret | Ret 2 | 13 2 | 1   | 2 3  | 2 3  | 1 2 | Ret 4 | 3   | 2   | NC  | NC  | 1   | 1   | 8   | 15  | 8   | 7   | 262 |
| 5   | David Muffato      | 2 3 |     | Ret | 1 2   | Ret  | 2 2 | 8    | 7    | 6   | Ret   | 13  | 6   | 5   | 8   | 8   | 12  | 14  | 13  | 4   | 4   | 243 |
| 6   | Wellington Cirino  | 3 4 | 1 2 | 2 4 | Ret 5 | Ret  | Ret | Ret1 | Ret' | 4 5 | Ret   | 15  | 4   | 4   | 7   | 12  | 7   | 2   | 4   | 3   | 3   | 237 |
| 7   | Adalberto Jardim   | 11  | 11  | 11  | NC    | NC   | NC  | NC   | NC   | 11  | 11    | NC  | NC  | 3   | 11  | 11  | 11  | 11  | 3   | 5   | 5   | 211 |
| 8   | Raijan Mascarello  | 11  | 11  | 11  | 11    | 11   | NC  | 11   | NC   | 11  | 11    | 11  | 11  | NC  | NC  | 11  | 11  | 11  | NC  | 6   | 9   | 200 |
| 9   | Débora Rodrigues   | 17  | 11  | 11  | 11    | 11   | 11  | NC   | 11   | 11  | 11    | 11  | NC  | 11  | 11  | 11  | NC  | 11  | 11  | 16  | NC  | 188 |
| 10  | Régis Boessio      | NC  | NC  | 10  | 10    | 10   | NC  | 10   | NC   | 10  | 10    | 10  | NC  | 10  | 10  | 10  | 10  | 10  | 10  | 15  | 11  | 175 |
| 11  | Alex Fabiano       | 11  | 11  | 11  | 11    | 11   | 11  | 11   | 11   | 11  | 11    | 11  | 11  | NC  | NC  | NP  | NP  | 11  | 11  | NP  | NP  | 159 |
| 12  | Roberval Andrade   | Ret | Ret | Ret | Ret   | Ret  | Ret | 10   | 10   | 19  | 10    | 10  | 3   | 10  | 10  | 10  | 10  | 10  | NC  | 7   | 6   | 142 |
| 13  | Luiz Lopes         | NC  | NC  | 10  | NC    | NC   | 10  | 10   | NC   | 10  | NC    | 10  | 10  | 10  | 10  | 10  | 10  | 10  | NC  | 11  | 10  | 108 |
| 14  | Djalma Fogaça      | NP  | NP  | NP  | NP    | 7    | 3   | NP   | NP   | 7   | 3     | NC  | NC  | 7   | 7   | NC  | NC  | 7   | 7   | 10  | 14  | 102 |
| 15  | Beto Monteiro      | 10  | NC  | NC  | NC    | NC   | 10  | NC   | NC   | 10  | NC    | NC  | NC  | 10  | 10  | NC  | 10  | 10  | 10  | 9   | 8   | 96  |
| 16  | Joel Mendes Jr     | NC  | NC  | 10  | NC    | 10   | 10  | NC   | NC   | 10  | 10    | NC  | 10  | NC  | NC  | NC  | NC  | 10  | 10  | 18  |     | 74  |
| 17  | Pedro Muffato      | NP  | NP  | 10  | 10    | 10   | NC  | NP   | NP   | 10  | 10    | 10  | 10  | NC  | NC  | NC  | NC  | NP  | NP  | NP  | NP  | 70  |
| 18  | Leandro Totti      | 3   | NC  | 11  | NC    | NC   | NC  | NC   | NC   | NC  | NC    | NC  | NC  | 11  | NC  | NP  | NP  | 11  | 11  | 17  | 16  | 67  |
| 19  | Valmir Benavides   | Ret | 15  | 8   | 7     | 8    | 7   | NP   | NP   | Ret | Ret   | NP  | NP  | NP  | NP  | NP  | NP  | Ret | Ret | NP  | NP  | 67  |
| 20  | Gustavo Magnabosco | 15  | 17  | 4   | 3     | NP   | NP  | NP   | NP   | NP  | NP    | NP  | NP  | NP  | NP  | NP  | NP  | Ret | Ret | NP  | NP  | 36  |
| 21  | Ricardo Sargo      | Ret | NC  | 11  | 11    | NP   | NP  | NP   | NP   | NP  | NP    | NP  | NP  | NP  | NP  | NP  | NP  | NP  | NP  | NP  | NP  | 28  |
| 22  | Rogério Castro     | NP  | NP  | NP  | NP    | NP   | NP  | NP   | NP   | NC  | NC    | 6   | 10  | NC  | NC  | NP  | NP  | NP  | NP  | 12  | 12  | 21  |
| 23  | Felipe Tozzo       | NP  | NP  | NP  | NP    | NP   | NP  | NP   | NP   | NP  | NP    | Ret | Ret | 7   | 12  | NP  | NP  | NP  | NP  | NP  | NP  | 17  |
| 23  | Ronaldo Kastropil  | NP  | NP  | NP  | NP    | NP   | NP  | NP   | NP   | NP  | NP    | Ret | Ret | 7   | 12  | NP  | NP  | NP  | NP  | NP  | NP  | 17  |
| 23  | Duda Bana          | NP  | NP  | NP  | NP    | NP   | NP  | NP   | NP   | NP  | NP    | Ret | Ret | 7   | 12  | NP  | NP  | NP  | NP  | 14  | 13  | 15  |
| 23  | Jaidson Zini       | NP  | NP  | NP  | NP    | NP   | NP  | NP   | NP   | NP  | NP    | Ret | Ret | 7   | 12  | NP  | NP  | NP  | NP  | 13  | 15  | 14  |
| 24  | Geraldo Piquet     | NP  | NP  | NC  | NC    | 14   | NC  | NC   | NC   | NP  | NP    | NP  | NP  | NP  | NP  | NP  | NP  | NP  | NP  | NP  | NP  | 6   |
|     | Fábio Fogaça       | 17  | 17  | 17  | 17    | 17   | 17  | 17   | 17   | 17  | 17    | 17  | 17  | 17  | 17  | NC  | NC  | NP  | NP  | NP  | NP  | 0   |
|     | Jansen Bueno       | 17  | 17  | 17  | 17    | 17   | 17  | 17   | 17   | 17  | 17    | 17  | 17  | 17  | 17  | NC  | NC  | NP  | NP  | NP  | NP  | 0   |
| Pos | Piloto             | SCS | SCS | CUR | CUR   | CGR  | CGR | GOI  | GOI  | LON | LON   | INT | INT | TAR | TAR | CAS | CAS | GUA | GUA | LON | LON | Pts |

| Cor      | Resultado            |
| -------- | -------------------- |
| Ouro     | Vencedor             |
| Prata    | 2º lugar             |
| Bronze   | 3º lugar             |
| Verde    | Terminou, nos pontos |
| Azul     | Terminou, sem pontos |
| Púrpura  | Retirou-se (Ret)     |
| Vermelho | Não qualificado (NQ) |
| Preto    | Desqualificado (DSQ) |
| Branco   | Não largou (NL)      |
| Sem cor  | Não participou (NP)  |
| Sem cor  | Lesionado (Les)      |
| Sem cor  | Excluído (EX)        |

- Notas:

1 2 3 4 5 refere-se à classificação dos pilotos na bandeira amarela programada, onde os pontos de bônus são concedidos 5–4–3–2–1 e os cinco melhores pilotos na corrida garantem um lugar no pódio.

### Campeonato de fabricantes
| Pos | Fabricante    | SCS | CUR | CGR | GOI | LON | INT | TAR | GUA | CAS | LON | Pts |
| --- | ------------- | --- | --- | --- | --- | --- | --- | --- | --- | --- | --- | --- |
| 1   | Mercedes-Benz | 1   | 1   | 1   | 1   | 6   | 2   | 8   | 1   | 3   | Ret | 350 |
| 1   | Mercedes-Benz | 2   | 2   | 2   | 4   | Ret | 3   | 16  | 6   | 4   | Ret | 350 |
| 1   | Mercedes-Benz | 3   | 3   | 13  | 13  | Ret | 16  | 17  | 7   | 6   | Ret | 350 |
| 2   | MAN           | 6   | 5   | 3   | 2   | 2   | 1   | 2   | 2   | 1   | 8   | 280 |
| 2   | MAN           | 12  | 15  | 8   | 3   | 13  | 6   | 5   | 5   | 2   | Ret | 280 |
| 2   | MAN           | 13  | 20  | Ret | 14  | 15  | 14  | 8   | 11  | 11  | Ret | 280 |
| 3   | Iveco         | 5   | 6   | 4   | 4   | 1   | 4   | 1   | 3   | 8   | 1   | 242 |
| 3   | Iveco         | 16  | 11  | 6   | 15  | 3   | 5   | 9   | 17  | 17  | 4   | 242 |
| 3   | Iveco         | Ret | Ret | 11  | 16  | 4   | 11  | 12  | Ret | Ret | Ret | 242 |
| 4   | Scania        | 10  | 4   | 5   | 5   | 5   | 9   | 3   | 13  | 5   | 2   | 191 |
| 4   | Scania        | 17  | 7   | 9   | 10  | 9   | 10  | 4   | 15  | 12  | 5   | 191 |
| 4   | Scania        | Ret | 9   | Ret | Ret | 12  | 12  | 14  | Ret | 16  | 8   | 191 |
| 5   | Volvo         | 7   | 8   | 10  | 6   | 7   | 8   | 7   | 9   | 10  | 7   | 127 |
| 5   | Volvo         | 8   | 10  | 12  | 7   | 11  | 15  | 13  | 10  | 14  | 10  | 127 |
| 5   | Volvo         | 14  | 12  | 15  | 8   | 14  | 17  | 15  | 12  | 18  | Ret | 127 |
| 6   | Ford          | 11  | 16  | 7   | 9   | 8   | 7   | 12  | 4   | 9   | 3   | 68  |
| 6   | Ford          | 15  | 17  | 14  | 12  | 10  | Ret | Ret | 14  | 13  | 6   | 68  |
| 6   | Ford          | Ret | 19  |     | Ret | Ret | Ret |     | Ret | 15  | Ret | 68  |
| Pos | Fabricante    | SCS | CUR | CGR | GOI | LON | INT | TAR | GUA | CAS | LON | Pts |

| Cor      | Resultado            |
| -------- | -------------------- |
| Ouro     | Vencedor             |
| Prata    | 2º lugar             |
| Bronze   | 3º lugar             |
| Verde    | Terminou, nos pontos |
| Azul     | Terminou, sem pontos |
| Púrpura  | Retirou-se (Ret)     |
| Vermelho | Não qualificado (NQ) |
| Preto    | Desqualificado (DSQ) |
| Branco   | Não largou (NL)      |
| Sem cor  | Não participou (NP)  |
| Sem cor  | Lesionado (Les)      |
| Sem cor  | Excluído (EX)        |